# Grzegorz Kosok
Grzegorz Kosok (* 2. März 1986 in Kattowitz) ist ein polnischer Volleyballspieler.

## Karriere
Kosok begann seine Karriere bei MKS MOS Będzin. Später spielte er bei Płomień Sosnowiec. 2008 wechselte der Mittelblocker zu Jadar Radom. Ein Jahr später wurde er von seinem heutigen Verein Resovia Rzeszów verpflichtet. 2010 und 2011 wurde Rzeszów jeweils Dritter in der polnischen Liga. Kosok debütierte 2011 in der polnischen Nationalmannschaft. Mit dem Team wurde er im gleichen Jahr Dritter der Weltliga und der Europameisterschaft sowie Zweiter im World Cup. 2012 gewann er mit Rzeszów die polnische Meisterschaft und mit Polen die Weltliga. In London belegte Kosok bei den Olympischen Spielen den fünften Platz. 2013 konnte er mit Rzeszów die polnische Meisterschaft verteidigen.